# Air Boarder 64
Air Boarder 64 (AirBoardin' USA aux États-Unis) est un jeu vidéo de skateboard sorti en 1998 sur Nintendo 64. Le jeu a été développé par Human Entertainment et édité par GAGA Communications en Europe.